# PEX11B
PEX11B (англ. Peroxisomal biogenesis factor 11 beta) – білок, який кодується однойменним геном, розташованим у людей на короткому плечі 1-ї хромосоми.  Довжина поліпептидного ланцюга білка становить 259 амінокислот, а молекулярна маса — 28 431.
| 10         |  | 20         |  | 30         |  | 40         |  | 50         |
| ---------- |  | ---------- |  | ---------- |  | ---------- |  | ---------- |
| MDAWVRFSAQ |  | SQARERLCRA |  | AQYACSLLGH |  | ALQRHGASPE |  | LQKQIRQLES |
| HLSLGRKLLR |  | LGNSADALES |  | AKRAVHLSDV |  | VLRFCITVSH |  | LNRALYFACD |
| NVLWAGKSGL |  | APRVDQEKWA |  | QRSFRYYLFS |  | LIMNLSRDAY |  | EIRLLMEQES |
| SACSRRLKGS |  | GGGVPGGSET |  | GGLGGPGTPG |  | GGLPQLALKL |  | RLQVLLLARV |
| LRGHPPLLLD |  | VVRNACDLFI |  | PLDKLGLWRC |  | GPGIVGLCGL |  | VSSILSILTL |
| IYPWLRLKP  |  |            |  |            |  |            |  |            |

A: Аланін

C: Цистеїн

D: Аспарагінова кислота

E: Глутамінова кислота

F: Фенілаланін

G: Гліцин

H: Гістидин

I: Ізолейцин

K: Лізин

L: Лейцин

M: Метіонін

N: Аспарагін

P: Пролін

Q: Глутамін

R: Аргінін

S: Серин

T: Треонін

V: Валін

W: Триптофан

Задіяний у такому біологічному процесі як ацетиляція. 
Локалізований у мембрані, пероксисомах.